# ヴィラ・ヴェーリャの戦い
ヴィラ・ヴェーリャの戦い（ヴィラ・ヴェーリャのたたかい、英語: Battle of Vila Velha）、またはヴィラ・ヴェーリャ・ディ・ロダウンの戦い（ヴィラ・ヴェーリャ・ディ・ロダウンのたたかい、英語: Battle of Vila Velha de Ródão）は七年戦争中の1762年10月5日、ジョン・バーゴインとチャールズ・リー率いるイギリス・ポルトガル連合軍がスペインによるポルトガル侵攻で占領されていたポルトガル領のヴィラ・ヴェーリャ・ディ・ロダウンを奇襲して再占領した戦闘。

## 背景
1762年8月、バーゴインはスペインの補給基地バレンシア・デ・アルカンタラを占領した。彼は続いてテージョ川を渡河してアレンテージョへ進軍しようとしたスペイン軍を待ち構えた。

## 経過
1762年10月3日、スペインがポルトガル軍の本拠地アブランテスを攻撃するためにゼゼレ川を渡河することを予想したシャウムブルク＝リッペ伯ヴィルヘルムはジョージ・タウンゼンドにベイラ・バイシャ州へゼゼレ川左岸に沿って進軍してジョージ・レノックス卿と合流し、続いてベルモンテとペナマコールに進軍してアルメイダとシウダ・ロドリーゴのスペイン軍の連絡線を遮断するよう命じた。この命令はすぐさまに執行され、合流を待っている間はタウンゼンド軍が隠密行動して、サブガルの近くでフランスの護衛隊を撃破して多くの補給を強奪した。
2日にヴィラ・ヴェーリャを占領したスペイン軍は3日にポルト・カブラウ（葡: Porto Cabrão）へ進軍、ヴィラ・ヴェーリャの守備に擲弾兵200人と騎兵100人を残した。バーゴイン将軍はこのときテージョ川南岸の守備についていたが、ヴィラ・ヴェーリャに少数のスペイン軍しか駐留していないことに気づき、チャールズ・リー中将に350人の分遣隊（ポルトガル人擲弾兵100人、第85歩兵連隊から200人、第16軽竜騎兵連隊から50人）を率いてテージョ川を渡ってヴィラ・ヴェーリャを攻撃するよう命じた。渡河のとき、ポルトガルの第2カスカイス歩兵連隊の兵士1人ははしけが渡れるように先駆けとしてロープ1本で渡河し、結果的には渡河を成功させたが、自らは落命してこの戦闘で唯一の死者となった。
10月7日、リーの分遣隊は夜襲をかけて、スペイン軍を分散させて250人の損害を与え、大砲6門、砲兵用ラバ60頭を鹵獲した。この成功の代償は死者1人と負傷者10人だけであった。

## その後
次の日、イギリスとポルトガルの増援が到着したことで町の占領は盤石となり、スペインによる侵攻を実質的に終わらせた。
10月中旬までにフランス＝スペイン連合軍はリッペとタウンゼンドに追撃されたことでスペインへの撤退を決定した。この慌ただしい逃走ではスペイン軍は病気の者をポルトガルに残さなければならなかったが、彼らは24日には国境を越えてスペインへ戻った。その後もオリベンサ、マルヴァオン（マルヴァオンの戦い）、オーゲルワで小競り合いがおきたがどれも撃退された。11月22日、アランダ伯爵がリッペと停戦を交渉したことで七年戦争のポルトガル戦役は終わった。